# Kostel Nejsvětější Trojice (Smíchov)
Kostel Nejsvětější Trojice na Smíchově je římskokatolický farní kostel z první poloviny 19. století. Kostel v empírovém slohu se nachází na Plzeňské ulici v Praze 5-Smíchově v areálu Malostranského hřbitova.

## Historie

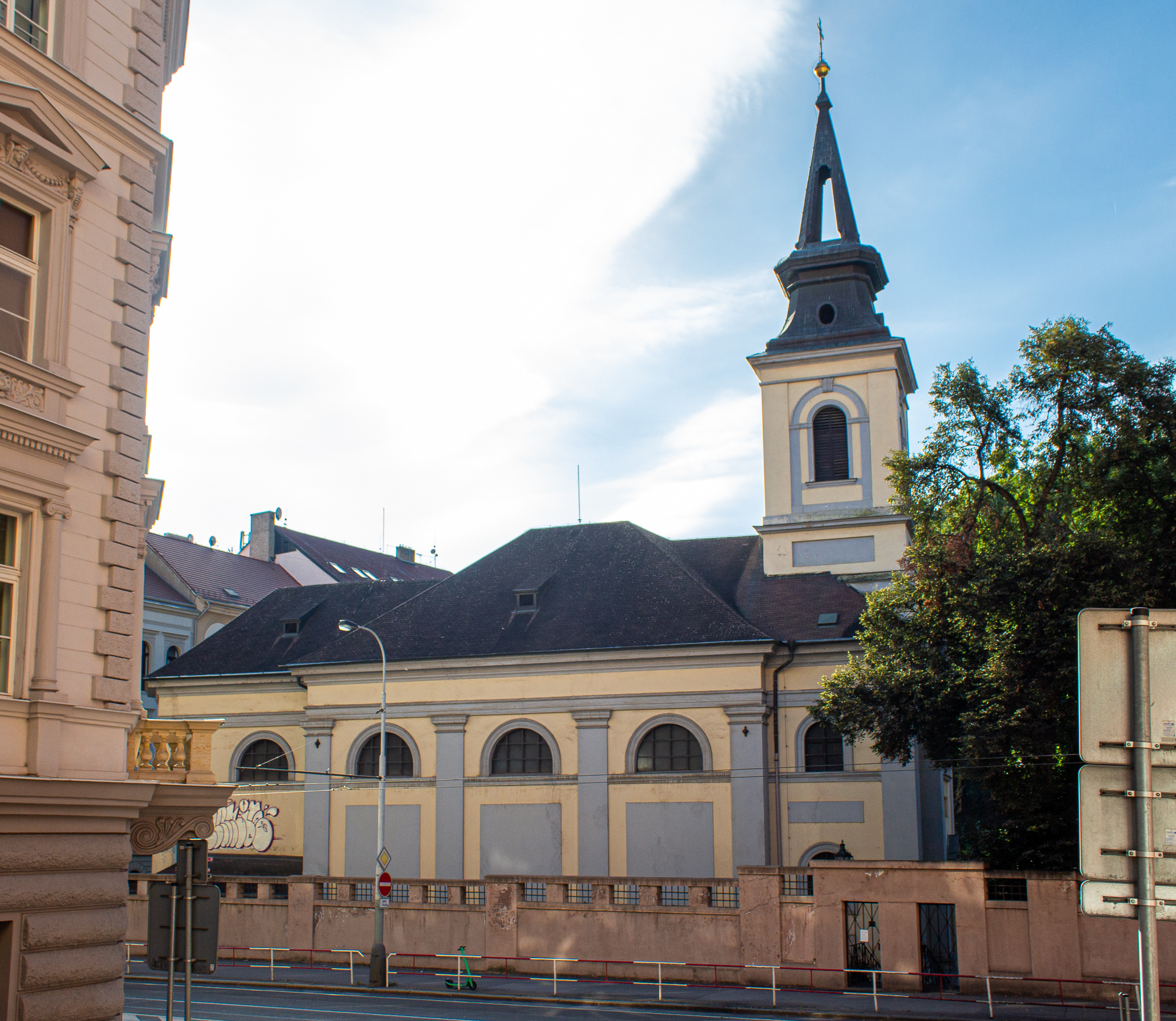
Kostel z Plzeňské ulice

Empírová stavba s věží byla zbudovaná v letech 1831–1837 na místě starší barokní kaple. Výstavbu financovalo Malostranské bratrstvo lásky k bližnímu ze sbírek pořádaných při májových slavnostech. Významně přispěl také pasovský biskup Leopold Leonhard hrabě z Thunu-Hohenštejna, jehož náhrobek je jednou z dominant hřbitova. 
Neobyčejnou barevností vyniká obraz Poslední soud, který zdobí hlavní oltář (dílo Františka Horčičky z roku 1837).
Na průčelí kostela je umístěna pamětní deska hudebního virtuosa Jana Václava Sticha.

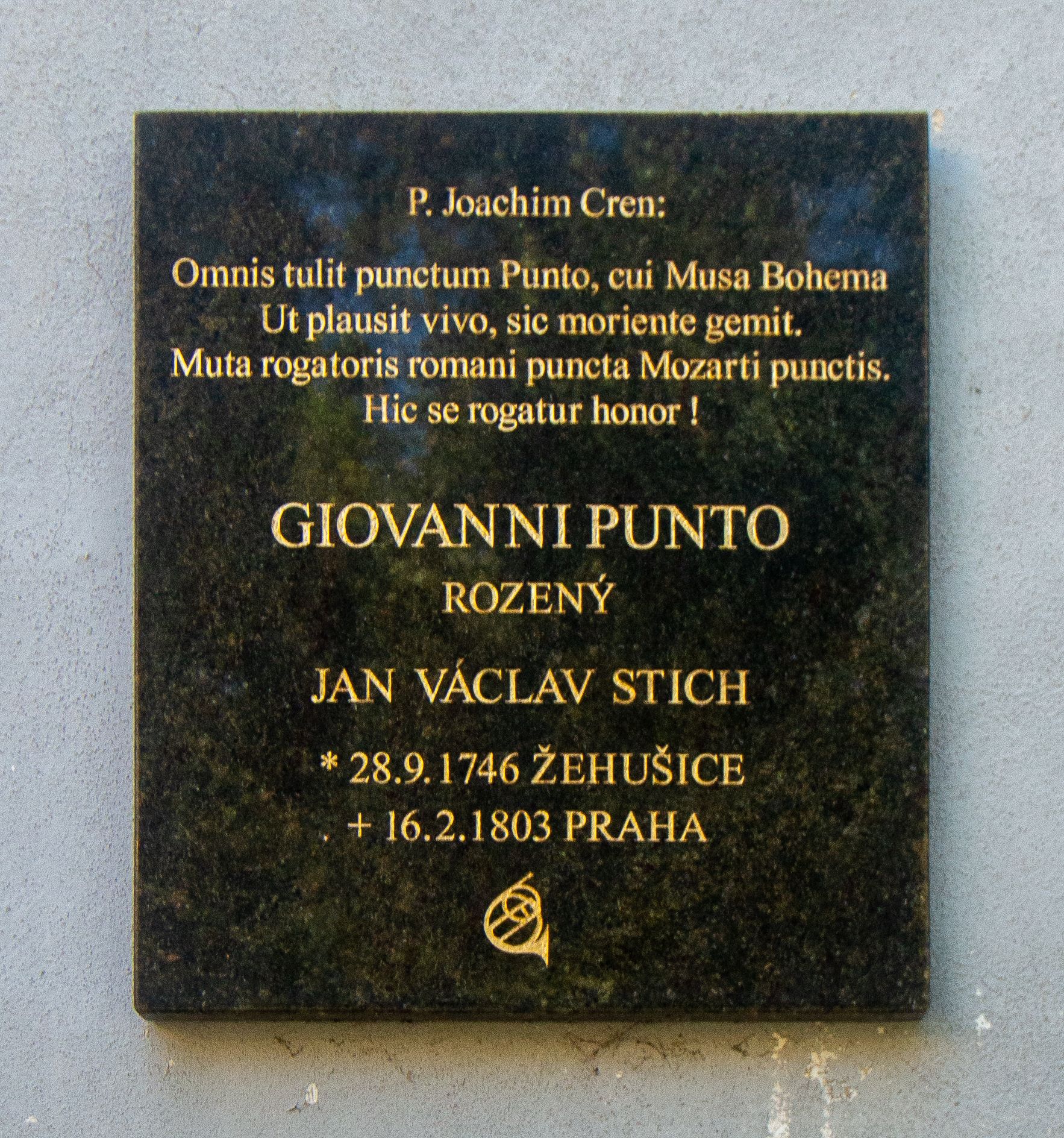
Pamětní deska na fasádě kostela